# Beleg van de Capitolinus
Het Beleg van de Capitolinus vond plaats nadat de Romeinen in 387 v.Chr. waren verslagen in de Slag aan de Allia. Na deze slag werd Rome geplunderd door de Gallische leider Brennus. De Capitolinus werd daarbij belegerd.
Rond het beleg van de Capitolinus hebben zich veel legenden gevormd. Zo weigerden de oudste senatoren hun stad te verlaten en wachtten ze de Galliërs in hun ambtsgewaden op. Ze werden natuurlijk afgeslacht. En toen de Galliërs probeerden via een slecht bewaakte toegang het garnizoen op de Capitolinusheuvel te overrompelen, zouden de heilige ganzen in de tempel door hun geschreeuw de slapende Romeinen gewaarschuwd hebben voor het gevaar.

Oorlogen van de Romeinse Republiek
· Romeins-Etruskische Oorlogen
· Romeins-Aequische Oorlogen
· Latijnse Oorlog
· Romeins-Hernicische Oorlogen
· Romeins-Volscische Oorlogen
· Samnitische oorlogen (Eerste, Tweede, Derde)
· Pyrrhische Oorlog
· Punische oorlogen (Eerste, Tweede, Derde)
· Illyrische Oorlogen (Eerste, Tweede, Derde)
· Macedonische Oorlogen (Eerste, Tweede, Derde, Vierde)
· Romeins-Seleucidische Oorlog
· Aetolische Oorlog
· Galatische Oorlog
· Romeinse Verovering van Hispania (Eerste Celtiberische Oorlog, Lusitanische Oorlog, Numantische Oorlog, Sertorische Oorlog, Cantabrische Oorlogen)
· Achaeïsche Oorlog
· Oorlog tegen Jugurtha
· Cimbrische Oorlog
· Servilische Oorlogen (Eerste, Tweede, Derde)
· Bondgenotenoorlog
· Sulla's Burgeroorlogen (Eerste, Tweede)
· Mithridatische oorlogen (Eerste, Tweede, Derde)
· Gallische Oorlog
· Romeinse expedities naar Britannia
· Burgeroorlog tussen Pompeius en Caesar
· Einde van de Republiek (Slag bij Mutina, Burgeroorlog tegen Brutus en Cassius, Siciliaanse Opstand, Perusiaanse Oorlog, Burgeroorlog tussen Antonius en Octavianus)
Oorlogen van het Romeinse Keizerrijk
· Germaanse Oorlogen (Teutoburgerwoud, Marcomannenoorlog, Alemannische Oorlogen, Gotische Oorlog, Visigotische Oorlogen)
· Romeinse verovering van Britannia
· Boudicca
· Armenische Oorlog
· Vierkeizerjaar
· Joodse Oorlog
· Romeins-Parthische Oorlog
· Romeins-Perzische oorlogen
· Burgeroorlogen van de derde eeuw
. Gotische oorlog (376-382)
. Gotische opstand van Alarik I
. Gildonische opstand
. Gotische oorlog (402-403)
. Pictische oorlog van Stilicho
. Oorlog van Heraclianus
. Oorlog van Radegaisus
. Rijnoversteek
. Romeinse Burgeroorlog 427-429
· Val van het West-Romeinse Rijk